# Bulldozer (Band)
Bulldozer ist eine Speed-, Thrash-Metal- und Black-Metal-Band aus Mailand, Italien.

## Geschichte
Bulldozer wurde 1980 von Bassist Dario Carria und Andy Panigda gegründet. Mit Erminio Gallini wurde ein Schlagzeuger gefunden. Nach mehreren Proben mussten die Mitglieder der Band 1981 ihren Wehrdienst ableisten und so lag Bulldozer erstmal auf Eis. Bis 1983 war es Andy Panigada jedoch nicht möglich, Aufnahmen einzuspielen. 1983 nahm die Band die 7’’-Single Fallen Angel auf, von der Panigada im Vorfeld nur für die anderen Mitglieder eine Demoaufnahme einspielte. Ihr harter Thrash Metal war vor allem geprägt durch die Bands Venom und Tank. Dario Carria und Erminio Galli mussten die Band nach der Veröffentlichung verlassen, weil ihre Eltern ihnen nicht erlaubten, bei Bulldozer zu spielen; zu dieser Zeit kam Don Andras als Schlagzeuger zu Bulldozer, während Alberto Contini, besser bekannt unter seinem Pseudonym A.C. Wild (A.C. steht für die Initialen seines Klarnamens und nicht für seinen Lieblingsverein „AC Milan“ oder „Anti Christ“,) die Gitarre übernahm. Carria und Galli gründeten die Band Neurodeliri. 1984 trat die Band auch erstmals live auf.
Bulldozers Debütalbum The Day of Wrath wurde 1985 aufgenommen. Vom ursprünglichen Trio war nur noch Andy Panigada übrig geblieben. Tank-Sänger Algy Ward übernahm die Produktion des sehr rauen und harten Albums und wurde der Band von Roadrunner Records vermittelt; diese wollte King Diamond als Produzenten, diesem war Bulldozers Musik jedoch zu punkig. Die Band war mit der Produktion zufrieden, Ward jedoch nicht mit dem Klang der Gitarre. Roadrunner Records veröffentlichte das Album weltweit, das Lied Insurrection of the Living Damned wurde außerdem auf der Kompilation Speed Kills veröffentlicht, auf der auch unter anderem Slayer, Metallica und Megadeth vertreten waren. Erfolgreiche Lizenzpressungen des Albums erschienen in den Vereinigten Staaten, Kanada und Japan, die Band konnte dort jedoch nicht spielen, da A.C. Wild wegen Kriegsdienstverweigerung von 1984 bis 1987 keinen Ausweis hatte.
The Final Separation, ihr zweites Album, erschien 1986 und wurde von den Lizenzpartnern aus den Vereinigten Staaten und Japan nicht veröffentlicht; Roadrunner trennte sich nach der Veröffentlichung von Bulldozer. Schlagzeuger Don Andras stieg nach der Veröffentlichung aus und heiratete; er wurde durch Rob „Klister“ Cabrini ersetzt, der vor der Veröffentlichung der Single bei Bulldozer gespielt hatte. Mit ihm entstand das Album IX: Circle of Hell. 1988 verübte Originalbassist Dario Carria Suizid. Das 1988er-Werk Neurodeliri ist ihm und seiner Band gewidmet.
1990 erschien die letzte Bandveröffentlichung vor der Trennung, ein Live-Album namens Alive in Poland, das in der Metal-Masters-Reihe veröffentlicht wurde. Ihr letztes Konzert fand im Dezember des gleichen Jahres statt. 1992 erschien eine letzte EP namens Dance Got Sick, die von einem Rapper produziert und ausschließlich in Italien und Japan vertrieben wurde.

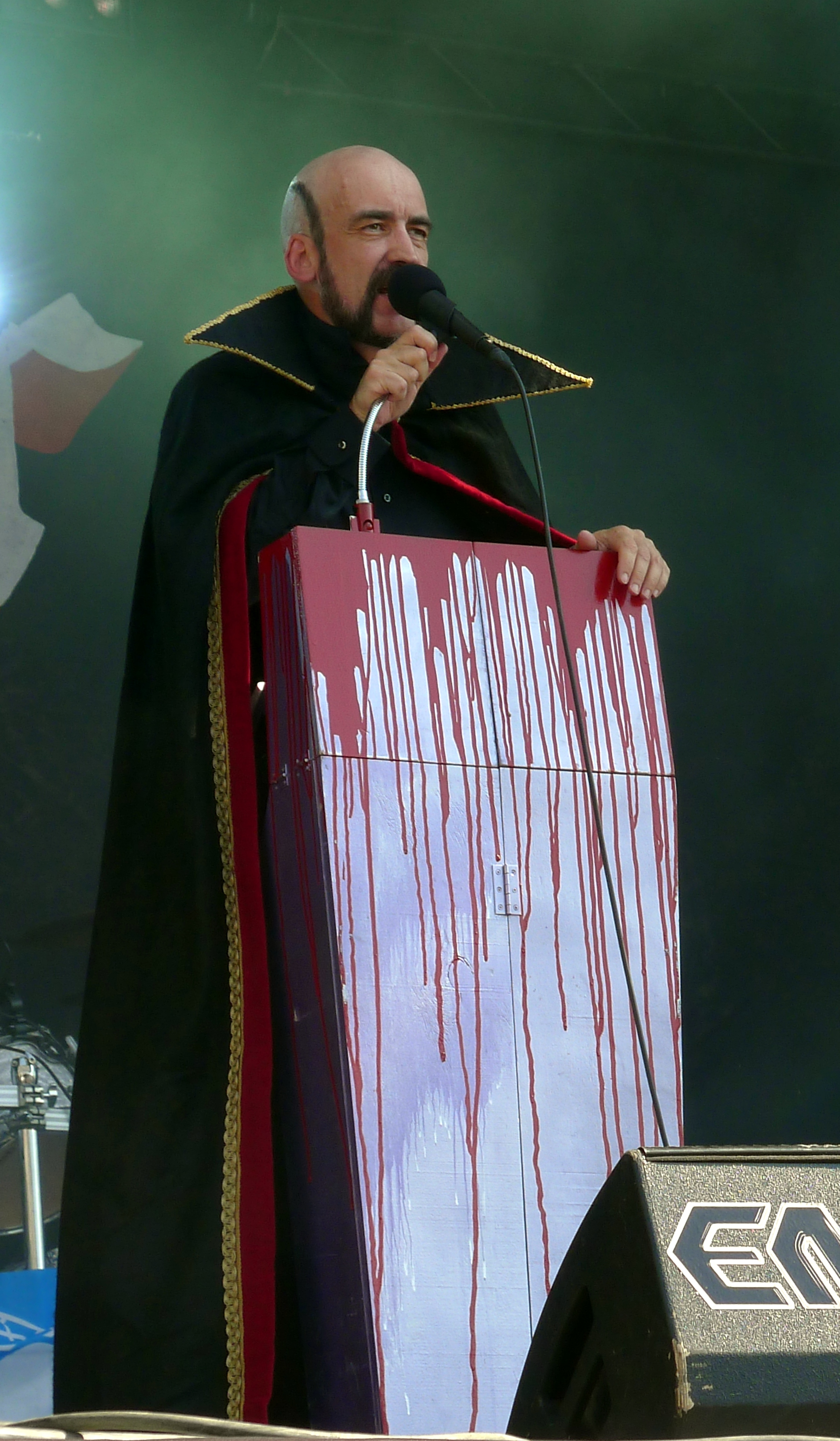
Alberto Contini

Nach der Trennung der Band produzierte Rob Cabrini 1997 ein Demo der italienischen Black-Metal-Band Mystical Fullmoon. Alberto Contini arbeitete mit Dave Lombardo an dessen Vivaldi-Projekt The Meeting und gastierte als A. C. Wild auf dem 2007er-Werk Cicatriz Black der Band Schizo. Andy Panigada spielte in den 1990er-Jahren bei der befreundeten Band Death SS.
2006 erschien der komplette Bandkatalog auf dem polnischen Label Metal Mind Productions als Boxset und 2007 als Einzelveröffentlichungen. 2008 erschien das Live-Album Last Live Legend, 2009 folgte das Album Unexpected Fate.

## Stil
Bulldozer spielt Thrash Metal im Stile von Motörhead, Venom und Tank in Verbindung mit anfangs satanischen und okkulten Themen. A.C. Wild ist jedoch kein Satanist und sprach nach eigenen Angaben in den Texten bloß über persönliche Erfahrungen; er habe niemals Götzen oder Dämonen angerufen oder verehrt und glaube, dass böse Geister, Gott und Engel sehr mächtig seien und es gefährlich sei, sich über sie zu amüsieren. Ab dem zweiten Album kamen auch Keyboards in die Musik hinein, die aber vor allem der Schaffung einer düsteren Atmosphäre dienten. Auf IX: Circle of Hell wichen die ursprünglichen Themen pornographischen Texten; zu dieser Zeit war die pornographische Industrie in Italien auf ihrem Höhepunkt, angeführt von der Pornodarstellerin Ilona Staller, die von Bulldozer besungen wurde und später in das italienische Parlament gewählt wurde. Spätere Veröffentlichungen enthielt damals übliche Party- und gesellschaftskritische Texte. Auf Neurodeliri experimentierte die Band mit Samples, sinfonischen Elementen und getriggertem Schlagzeug, nachdem Roadrunner Records sich von ihr getrennt hatte und sie nicht mehr darauf hoffte, noch erfolgreich zu werden. Von der kommerziellen Presse wurde die Band ignoriert beziehungsweise verspottet und erhielt in Zeitschriften wie dem Kerrang! oder dem Metal Hammer jeweils null Punkte, worauf A.C. Wild nach eigener Aussage stolz ist; die Einnahmen deckten jeweils nur die entstandenen Kosten. IX sorgte wegen der Liedtexte für Kontroversen, diese waren laut A.C. Wild jedoch voller Ironie, die nur von wenigen verstanden worden sei. Provoziert habe die Band nicht aus Spaß oder der Pose wegen, sondern, um Leute zum Denken anzuregen. Im Untergrund wurde Bulldozer jedoch dafür gelobt, im Gegensatz zu anderen Thrash-Metal-Bands nie verweichlicht zu sein und immer raue Musik mit morbidem Hintergrund gespielt zu haben. Ihr kompromissloser Stil sollte später prägend auf die zweite Black-Metal-Welle wirken. Unter anderem in der Musik von Graveland finden sich Klänge, die an das Titellied des Neurodeliri-Albums erinnern. Im Jahr 2000 erschien die Tribut-Split-Veröffentlichung namens The Bulldozer Armageddon – Volume 1 der Bands Sabbat (Japan) und Imperial (Frankreich), 2001 folgte ein zweiter Teil mit den Bands Abigail (Japan) und Decayed (Portugal). Fenriz von Darkthrone nahm den Bulldozer-Titel Whiskey Time auf seinen 2004 veröffentlichten Sampler Fenriz Presents… The Best of Old-School Black Metal auf.
Auf der von einem Rapper produzierten EP Dance Got Sick spielte die Band eine Mischung aus Metal, Rap und Techno, die laut A.C. Wild unter anderem die japanische Techno-Szene über zwei Jahre beeinflusste.

## Diskografie

### Alben
- 1985: The Day of Wrath
- 1986: The Final Separation
- 1987: IX – Circle of Hell
- 1988: Neurodeliri
- 2009: Unexpected Fate

### Sonstiges
- 1983: Fallen Angel (Demo)
- 1984: Fallen Angel (Single)
- 1990: Alive in Poland (Live-Album)
- 1992: Dance Got Sick! (Single)
- 1999: 1983–1990 The Years of Wrath (Boxset)
- 2006: Regenerated in the Grave (Boxset)
- 2008: Last Live Legend (Live-Album)